# Vernon Sapergia
Vernon „Vern“ Sapergia (* 10. Februar 1946 in Moose Jaw, Saskatchewan) ist ein kanadischer Westernreiter.

## Werdegang
Da seine Eltern eine Rinderranch betrieben und die Pferde für die Arbeit benutzt wurden, ritt Sapergia bereits in frühester Kindheit. Bereits mit zehn Jahren begann er Pferde anzureiten und zu trainieren, zunächst für Nachbarn und Bekannte. Einige Jahre startete er auch auf Rodeo-Wettbewerben in Bull-Riding und Team-Roping. Danach startete er seine Karriere als professioneller Pferdetrainer. Bei Westernturnieren in Nordamerika nahm an zahlreichen großen Turnieren teil und war in den verschiedensten Disziplinen siegreich. Im Reining wurde er kanadischer Meister.
Ende der 1990er Jahre trainierte er auf der Rainbow Valley Ranch in Ungarn und seit 2001 ist er in Mitterndorf an der Fischa in der Nähe von Wien am Pferdehof Hums tätig. Bald machte er sich auch in Europa einen Namen. Zu seinen Erfolgen gehören European Champion, AustrianRHA Futurity Champion 2016, vielfacher Breeders Futurity Champion, Americana Futurity Res. Champion SHB Open und weitere Erfolge.
Bei den Weltreiterspielen 2010 in Lexington (Kentucky) belegte er im Team mit seiner Tochter Shawna Sapergia und Duane Latimer Platz 5. 2018 wurde er als erster Reiter in die German NRHA Hall of Fame aufgenommen. Vernon ist ein erfolgreicher Reiter und Horseman, der in Kanada, den USA und Europa bekannt dafür ist Pferde zu verstehen.

## Privates
Vernon ist das zweite von vier Kindern von Alex und Jean Sapergia. Er wuchs auf der elterlichen Ranch in Moose Jaw, Saskatchewan auf. Derzeit lebt er mit seiner Frau Sandra seit 2001 in Mitterndorf, nahe Wien. Seine Kinder Cody, Terry-Lee und Shawna sowie auch seine Enkeltöchter Sage und Casi sind selbst erfolgreiche Reiter.

## Pferde (Auswahl)
- HF Sand Badger (* 2013), Vater: Jerry Lees Surprise, Mutter: Hung Up On The Girl[5]